# Dennis Weaver
William Dennis Weaver, conocido artísticamente como Dennis Weaver (Joplin, Misuri, 4 de junio de 1924-Ridgway, Colorado, 24 de febrero de 2006) fue un actor estadounidense y Presidente de the Screen Actors Guild, mejor conocido en su trabajo en televisión y películas de principios de los años 1950 hasta un poco antes de su muerte en 2006. Weaver tuvo dos famosos papeles como el ayudante del Marshal Matt Dillon, Chester Goode de la serie del oeste Gunsmoke y como el Marshal Sam McCloud en la serie policíaca McCloud. Fue protagonista en 1971 en la película para la televisión Duel la primera película del director Steven Spielberg. Recordado también por su papel como el nervioso camarero en el motel de la película de Orson Welles de 1958 Sed de mal.

## Biografía
Weaver nació el 4 de junio de 1924 en Joplin, Missouri, hijo de Walter Leon «Doc» Weaver y su esposa Lenna Leora (de soltera Prather). De raíces irlandesas, escocesas, inglesas y Cherokee estudió arte dramático en la Universidad de Oklahoma. Sirvió en la Armada de los Estados Unidos durante la II Guerra Mundial.

## Primeros años y carrera
Weaver nació el 4 de junio de 1924 en Joplin, Missouri, hijo de Walter Leon "Doc" Weaver y su esposa Lenna Leora (de soltera Prather). Su padre afirmó ser de ascendencia inglesa, irlandesa, escocesa, cherokee y osage. Weaver quería ser actor desde pequeño. Vivió en Shreveport, Luisiana, durante varios años y por un corto tiempo en Manteca, California. Estudió en Joplin Junior College, luego se trasladó a la Universidad de Oklahoma en Norman, donde estudió teatro y fue una estrella de la pista, estableciendo récords en varios eventos. Durante la Segunda Guerra Mundial, sirvió como piloto en la Armada de los Estados Unidos, pilotando aviones de combate Grumman F4F Wildcat. Después de la guerra, se casó con Gerry Stowell (su amor de la infancia), con quien tuvo tres hijos. Bajo el nombre de Billy D. Weaver, probó para el equipo olímpico de Estados Unidos de 1948 en decatlón, terminando sexto detrás de la estrella de atletismo de la escuela secundaria Bob Mathias, de 17 años. Sin embargo, sólo se seleccionaron los tres primeros clasificados. Weaver comentó más tarde: "Lo hice tan mal [en las pruebas olímpicas] que decidí... quedarme en Nueva York e intentar actuar".
Tras la contienda, se trasladó a Nueva York donde comenzó su carrera artística en los escenarios de Broadway, debutando en la obra Vuelve, pequeña Sheba. Paralelamente, continua su formación en el Actor's Studio, donde conoce a Shelley Winters. Winters le ayudó a conseguir un contrato con los Estudios Universal en 1952, debutando ese mismo año en la pantalla grande con la película The Redhead from Wyoming. 
A mediados de los años 50 consigue el papel que le proporciona mayor popularidad en Estados Unidos, el de Chester Goode en la serie Gunsmoke y gracias al cual es galardonado con un Premio Emmy en 1959.
Aprovecha la fama alcanzada para retomar su carrera cinematográfica, consiguiendo un pequeño papel en Sed de mal (1958), una de las obras maestras de Orson Welles. 
Tras intervenir en las series Kentucky Jones (1964-1965) y Gentle Ben (1967-1969), es elegido para protagonizar la serie policiaca McCloud, interpretando al personaje central: el policía Sam McCloud. La serie se emitió entre 1970 y 1978 cosechando un enorme éxito tanto en Estados Unidos como en el resto de países en los que se emitió. Su interpretación le valió dos nuevas nominaciones para los Premios Emmy.
Durante la emisión de la serie, además, protagonizó en 1971 El diablo sobre ruedas, una película especialmente rodada para televisión, que sería la primera dirigida por Steven Spielberg.
Con posterioridad, continuó su carrera en televisión, interviniendo en diversas series como Centennial (1978), The Ordeal Of Doctor Mudd (1980) y cine (Bluffing It, 1987).
En reconocimiento a sus aportaciones a la industria de la televisión, se le concedió una estrella en el Paseo de la Fama de Hollywood.
También hizo la voz de Buck McCoy, un viejo cowboy en un episodio de Los Simpson (Temporada 13, capítulo 12).

## Muerte
Falleció el 24 de febrero de 2006, a los 81 años de edad, como consecuencia de las complicaciones de un cáncer de la próstata que padecía.